# Het restaurant aan het eind van het heelal
Het restaurant aan het eind van het heelal (originele titel The Restaurant at the End of the Universe) is het tweede boek uit de Het transgalactisch liftershandboek-reeks van Douglas Adams. Het boek werd oorspronkelijk uitgebracht op 1 januari 1980. Het boek is geïnspireerd door het lied "Grand Hotel" van de Britse rockband Procol Harum.

## Inhoud
Het boek begint zoals het vorige boek eindigde: Arthur Dent, Ford Prefect, Trillian, en Zaphod Beeblebrox hebben zojuist de planeet Magrathea verlaten aan boord van de Heart of Gold. Ze worden aangevallen door een Vogonschip, maar kunnen niet gebruik maken van de oneindige-onwaarschijnlijkheidsaandrijving daar Arthur per ongeluk de computer heeft laten vastlopen door de Nutrimatic Drink Dispenser om een kopje thee te vragen. In een wanhoopspoging roept Zaphod via een seance de geest van zijn voorvader, Zaphod Beeblebrox de vierde, om hulp. Deze laat het schip in tijd en ruimte verdwijnen om de groep te redden van de Vogon.
Zaphod en Marvin verdwijnen tijdens deze reddingsactie, en komen terecht in het kantoor van het Transgalactisch Liftershandboek op Ursa Minor Beta. Ze besluiten op zoek te gaan naar Zarniwoop, die op een intergalactische cruise is gegaan in zijn kantoor via een virtueel universum, al weet Zaphod zelf niet waarom hij hem precies wil spreken. Arthur, Trillian en Ford zijn zich niet van bewust van wat er met Zaphod en Marvin is gebeurd. Ze weten enkel dat de computer is afgesloten vanwege Arthurs vreemde verzoek aan de Nutrimatic Drink Dispenser.
Wanneer Zaphod en Marvin de vijftiende verdieping van het kantoor bereiken, wordt het gebouw de lucht in gezogen door Frogstar Fighters; ruimteschepen die het om een of andere reden op Zaphod hebben voorzien. Een mysterieuze man genaamd Roosta brengt Zaphod naar Zarniwoops kantoor, waar ze wachten tot het gebouw geland is op Frogstar World B. Roosta geeft Zaphod het bevel om het gebouw te verlaten door het raam in plaats van de deur. Zaphod ontmoet vervolgens Gargravarr, die hem blootstelt aan een ongekend martelwerktuig; de “Total Perspective Vortex”. Deze laat mensen zien hoe nietig ze in feite zijn ten opzichte van het universum. Zaphod is de eerste die de machine zonder bijwerkingen doorstaat. Hij ontsnapt en vindt Zarniwoop in een verlaten ruimtehaven. Zarniwoop herinnert Zaphod eraan waarom hij ook alweer de Heart of Gold had gestolen; dit was een plan dat ze samen jaren terug al hadden gesmeed. Zarniwoop wil met de Heart of Gold op zoek gaan naar de schepper van het universum.
Het blijkt dat Zaphod al die tijd de gekrompen Heart of Gold in zijn jaszak had. Het schip wordt hersteld naar normaal formaat, waarna de groep vertrekt. Ze vragen de transporter van het schip om hen naar het dichtstbijzijnde restaurant te brengen. Dat is Het Restaurant aan het Eind van het Heelal. Om bij dit restaurant te komen moet men een tijdreis maken, daar het restaurant zich miljoenen jaren in de toekomst bevindt. Onder genot van een maaltijd kan men er namelijk de Big Crunch aanschouwen. Bij de tijdreis blijft Marvin per ongeluk achter in het verleden. Hij brengt de miljoenen jaren die hierop volgen door met het inparkeren van auto's van klanten, totdat de rest van de groep arriveert.
Na de maaltijd stelen Zaphod en Ford een ruimteschip, wat een stuntschip van de rockband Disaster Area blijkt te zijn. Wanneer ze de teleporter van dit schip proberen te gebruiken om terug te keren naar hun eigen tijd, komen Arthur en Ford per ongeluk terecht op een ander ruimteschip. Dit schip blijkt toe te behoren aan een groep Golgafrincham. Het schip stort neer op de prehistorische aarde, waarna de Golgafrincham de voorouders worden van de mensheid. Zaphod en Trillian komen weer terecht in de Heart of Gold, die nu wordt gecommandeerd door Zarniwoop. Hij is een missie begonnen om antwoord te krijgen op een nieuwe vraag: wie de echte heerser is van het universum. Arthur en Ford blijven achter op de prehistorische aarde.

## Inspiratie
De plot van het boek is gebaseerd op de laatste acht afleveringen van de originele radioserie. Wel zijn de gebeurtenissen in een andere volgorde geplaatst. In de radioserie komen Arthur en Ford aan het einde van aflevering zes vast te zitten op de prehistorische aarde, en worden in de aflevering erop gered. In het boek komen ze aan het eind van het verhaal hier vast te zitten. De verhaallijn op de planeet Brontitall vindt in het boek plaats op de Frogstar, en veel personages uit de radioserie zijn weggelaten.
De grootste verandering is dat het ruimteschip dat de groep steelt bij het restaurant in het boek toebehoort aan een rockband, maar in de radioserie aan een oorlogszuchtig ras genaamd de Haggunenons.

## Audioboekbewerkingen
Er zijn drie audioboeken gemaakt van de roman. De eerste was een abridged-editie, opgenomen in 1981 door Stephen Moore. In 1990 nam Adams zelf een nieuwe versie op. In 2006 nam acteur Martin Freeman, die Arthur Dent speelde in de film uit 2005, een derde versie op.